# Canton d'Amplepuis
Le canton d'Amplepuis est une ancienne division administrative française, située dans le département du Rhône en région Rhône-Alpes.

## Composition
Le canton d'Amplepuis comprenait 6 communes :
- Amplepuis
- Cublize
- Meaux-la-Montagne
- Ronno
- Saint-Just-d'Avray
- Saint-Vincent-de-Reins

## Histoire
Créé par une loi du 8 mai 1869 en divisant les cantons de Tarare, Thizy et Lamure, le canton disparaît à l'issue des élections départementales de mars 2015, qui voient le redécoupage cantonal du département. Il est englobé dans le canton de Thizy-les-Bourgs, à l'exception de la commune de Saint-Just-d'Avray rattachée à celui de Tarare.

## Représentation

### Conseillers généraux de 1869 à 2015
| Période | Période          | Identité                                 | Étiquette             | Qualité                                                                                          |
| ------- | ---------------- | ---------------------------------------- | --------------------- | ------------------------------------------------------------------------------------------------ |
| 1869    | 1876 (démission) | Pétrus Rejaunier                         | Monarchiste           | Agriculteur, maire de Cublize Ancien conseiller général du Canton de Thizy                       |
| 1876    | 1905 (décès)     | Pierre Benoît Farges (1819-1905)         | Républicain puis Rad. | Propriétaire et rentier à Ronno                                                                  |
| 1905    | 1911 (démission) | Charles Louis Raymond Albert (1870-1951) | Rad.                  | Docteur en médecine à Amplepuis                                                                  |
| 1911    | 1937 (décès)     | Claude-Marie Bourbon                     | URD                   | Maire d'Amplepuis (1908-1936), conseiller d'arrondissement                                       |
| 1937    | 1940             | Émile Dégoulange                         | Républicain           | Employé Conseiller municipal d'Amplepuis Nommé conseiller départemental en 1942, décédé en 1944  |
|         |                  |                                          |                       |                                                                                                  |
| 1945    | 1988             | Louis Gueydon (1914-2007)                | DVD UDF               | Meunier à Amplepuis                                                                              |
| 1988    | 2001             | Maurice Depaix                           | PS                    | Conseiller de tribunal administratif Maire d'Amplepuis (1989-2001) Député (1995-1997)            |
| 2001    | 2015             | Danielle Chuzeville                      | UDF FED UDI           | Proviseure de lycée Conseillère municipale d'Amplepuis Présidente du Conseil général (2013-2015) |

### Conseillers d'arrondissement (de 1869 à 1940)
| Période                                  | Période | Identité                   | Étiquette   | Qualité |
| ---------------------------------------- | ------- | -------------------------- | ----------- | --- |
| 1869                                     | 1904    | Alphonse Favrichon         | Républicain | Conseiller municipal de Meaux-la-Montagne                                                                   |
| 1904                                     | 1910    | Claude Gueydon (1875-1933) | Libéral     | Géomètre expert, Amplepuis                                                                                  |
| 1910                                     | 1911    | Claude Marie Bourbon       | Libéral     | Maire d'Amplepuis                                                                                           |
| 14 janv. 1912                            | 1919    | Antoine Morel (1847-1925)  | Républicain | Notaire honoraire, Amplepuis                                                                                |
| 1919                                     | 1940    | Claudius Chevallard        | Radical     | Marchand de bestiaux à Amplepuis                                                                            |
| 1940                                     |         |                            |             | Les conseils d'arrondissement ont été suspendus par la loi du 12 octobre 1940 et n'ont jamais été réactivés |
| Les données manquantes sont à compléter. |         |                            |             | |

## Évolution démographique
| 1962  | 1968  | 1975  | 1982  | 1990  | 1999  | 2006  | 2011  | 2012  |
| ----- | ----- | ----- | ----- | ----- | ----- | ----- | ----- | ----- |
| 8 895 | 8 565 | 8 274 | 8 019 | 7 838 | 8 035 | 8 414 | 8 684 | 8 635 |